# Claveguera
|  | Per a altres significats, vegeu «claveguera (pedra en sec)». |

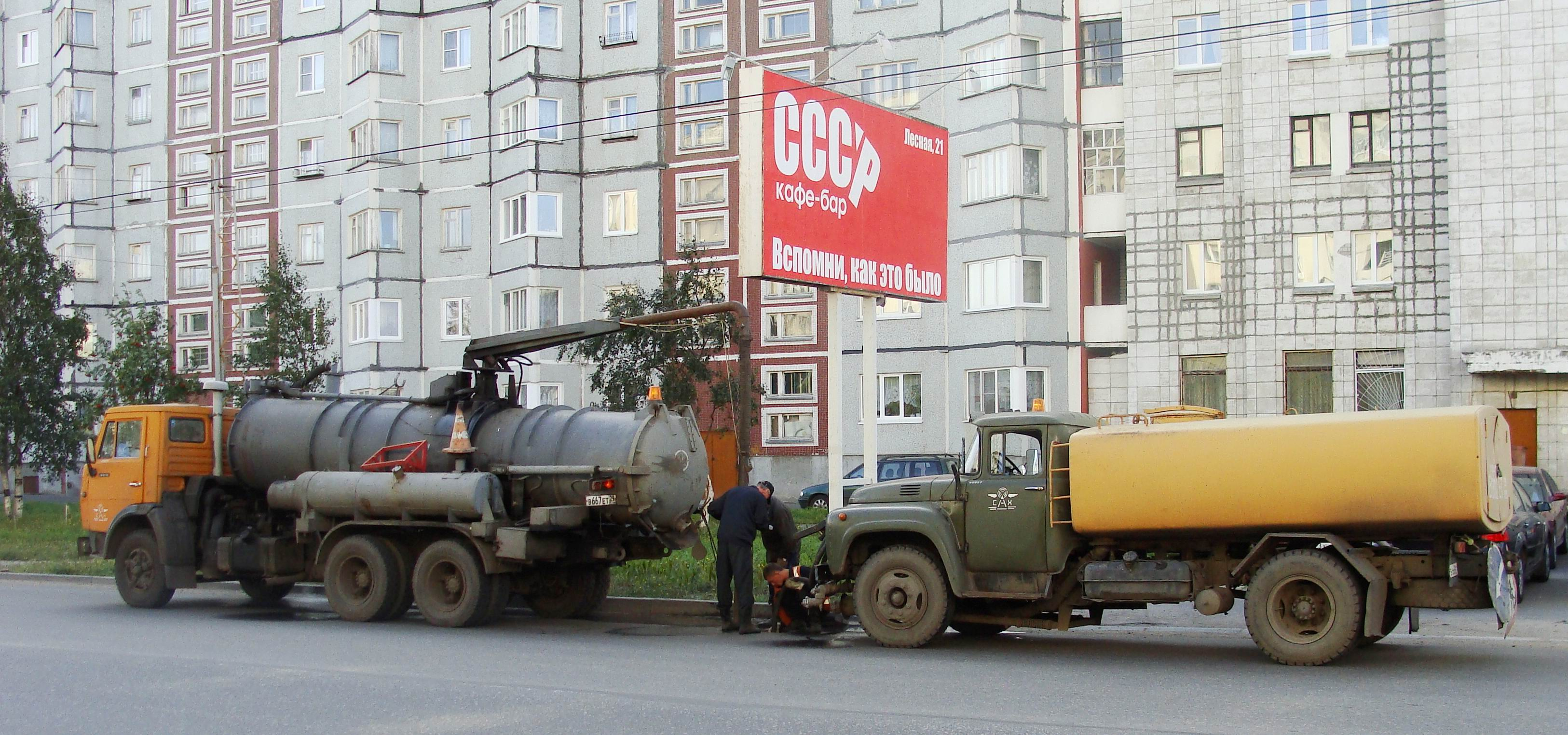
Unitats de neteja del clavegueram

Una claveguera o un albelló és cadascun dels diversos ramals de canalització d'aigües residuals que constitueixen la xarxa de clavegueram públic. Es construeix sota terra, sovint al mig dels carrers importants, de manera que cada un dels habitatges d'aquesta via puguin connectar-se per l'evacuació apropiada de les aigües residuals.
Cada connexió pertanyent a un habitatge es diu connexió o presa domiciliària. Comprèn la canonada que va des del pou intradós o des de la cambra d'inspecció final de l'habitatge fins al col·lector.
Tant els col·lectors com les unions domiciliàries han de ser projectades amb cert grau de pendent per permetre el flux de les aigües per gravetat, però mai excessiva, per evitar velocitats excessives i risc d'erosió. Així mateix, les seves juntes han de ser hermètiques per evitar filtracions d'aigües residuals al terreny i per impedir l'ingrés de l'aigua de pluja, les infiltracions del terreny circumdant o la introducció d'arrels. D'altra banda, han de ser llises per tal que no es produeixin obstruccions per acumulació de pèls, teles, bolquers i altres elements habitualment llançats al clavegueram, tot i estar prohibit.
El lliure flux de l'aigua dins de les unions domiciliàries i col·lectors es verifica habitualment per mitjà de la prova de la bola, artefacte que ha de discórrer sense inconvenients des del lloc en què es va introduir fins on s'està efectuant l'examen.
És convenient que el disseny i construcció d'aquestes instal·lacions siguin realitzats per professionals o tècnics autoritzats.

## Tipus

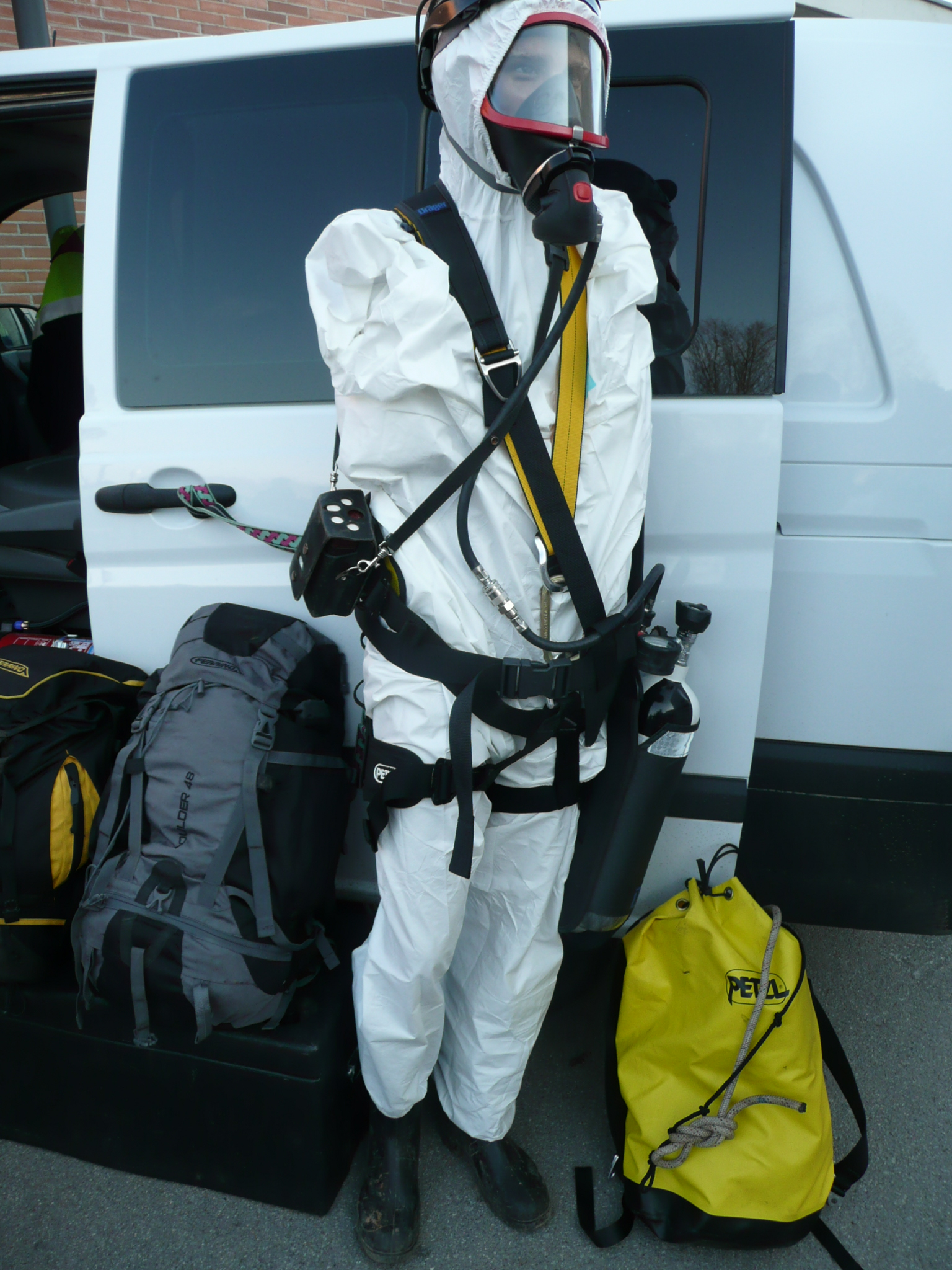
Vestit d'aïllament dels Mossos per circular per les clavegueres.

El tipus més antic de claveguera tenia efectivament forma de pontet: sobre dos murs de maó, es aguantava una volta de canó també de maó. A la part inferior es formava un canal que, quan la claveguera era de mida petita, anava de paret a paret i quan era més gran, deixava uns passos en un o en els dos costats del canal. En qualsevol cas, la mida més petit de la claveguera, permetia el pas d'una persona, encara que fos necessari adoptar postures incòmodes per treballar. Quan en comptes d'una volta es cobria amb una llosa de pedra o de formigó (generalment en mides petits) prenia el nom de revestiment, nom que actualment es dona també a altres tipus de conduccions.
Ara es fan generalment amb conductes prefabricats de formigó, amb diferents tipus de secció transversal. Secció circular, per a petits cabals. Secció ovoide, per cabals mitjans. Per cabals grans poden utilitzar-se seccions amb la forma de la vella claveguera, encara que de vegades en lloc de volta, tenen la part superior adovellada. A la part inferior, té un canal semblant al descrit anteriorment.
Les clavegueres formen una xarxa, el clavegueram, que va reunint les aigües usades mitjançant ramals, cap a grans conduccions que es diuen col·lectors d'aigües residuals.

### Altres tipus
Encara que ja no s'usa, però fa un temps les aigües brutes anaven a cel obert, sense coberta, a un rec que es deixava assecar.